# Eleições no Tajiquistão
Eleições no Tajiquistão dão informações sobre os resultados eleitorais no Tajiquistão.
O Tajiquistão elege a nível nacional um chefe de Estado - o presidente - e uma legislatura. O presidente é eleito para um mandato de sete anos pelo povo. A Assembleia Suprema (Majlisi Oli)tem duas câmaras. A Assembleia de Representantes (Majlisi Namoyandogan)tem 63 membros, eleitos para um mandato de cinco anos, 22 por representação proporcional e 41 em círculos eleitorais de assento único. A Assembleia Nacional (Majlisi Milliy) tem 33 membros, 25 eleitos para um mandato de cinco anos por deputados locais majlisi e oito nomeados pelo presidente. O Tajiquistão é um sistema dominante de um partido só com o Partido Democrático Popular do Tajiquistão no poder.

## Últimas eleições

### Eleição parlamentar de 2020
Artigo principal: Eleições parlamentares no Tajiquistão em 2020
| Partido                              | Votos     | %    | Assentos | Assentos |
| Partido                              | Votos     | %    | Total    | +/–      |
| ------------------------------------ | --------- | ---- | -------- | -------- |
| Partido Democrático Popular          | ?         | 50.4 | 47       | –4       |
| Partido da Reforma Econômica         | ?         | 16.6 | 5        | +2       |
| Partido Agrário                      | ?         | 16.5 | 7        | +2       |
| Partido Socialista                   | ?         | 5.2  | 1        | 0        |
| Partido Democrático                  | ?         | 5.1  | 1        | 0        |
| Partido Comunista do Tajiquistão     | ?         | 3.1  | 2        | 0        |
| Partido Social Democrata             | ?         | 0.3  | 0        | 0        |
| Total                                | 4,245,951 | 100  | 63       | 0        |
| Eleitores registrados/comparecimento | 4,929,128 | 86.1 | –        |          |